# Lósi-patak
A Lósi-patak a Morgó-patak bal oldali mellékvize Magyarországon. Egy szakaszon Pest vármegye és Nógrád vármegye határát képezi.

## Földrajz
A Naszály északi oldalában ered. Ez a felső, gyadai-réti szakasza tavasszal bő vízhozamú, az év többi részében láprét jellegű. Nyugat felé haladva érinti Szendehelyet, majd délnyugatnak fordulva keresztezi Katalinpusztát, végül nyugatnak fordul, és Verőcénél a Morgó-patakba ömlik.
A patakba ömlik a Kapáskúti-patak Szendehelynél.

## Turizmus
A Naszály északi lábánál, a Lósi-patak völgyében fekvő erdők és rétek értékeinek bemutatását szolgálja az 5 km hosszú Gyadai tanösvény.